# Episodi di Indirizzo permanente (prima stagione)
La prima stagione della serie televisiva Indirizzo permanente è andata in onda negli Stati Uniti dal 10 ottobre 1958 al 29 maggio 1959 sulla ABC.
| nº | Titolo originale                  | Prima TV USA     | Titolo italiano | Prima TV Italia |
| -- | --------------------------------- | ---------------- | --------------- | --------------- |
| 1  | Girl on the Run                   | 10 ottobre 1958  |                 |                 |
| 2  | Lovely Lady, Pity Me              | 17 ottobre 1958  |                 |                 |
| 3  | A Nice Social Evening             | 24 ottobre 1958  |                 |                 |
| 4  | Casualty                          | 31 ottobre 1958  |                 |                 |
| 5  | The Bouncing Chip                 | 7 novembre 1958  |                 |                 |
| 6  | Two and Two Make Six              | 14 novembre 1958 |                 |                 |
| 7  | All Our Yesterdays                | 21 novembre 1958 |                 |                 |
| 8  | The Well-Selected Frame           | 28 novembre 1958 |                 |                 |
| 9  | Iron Curtain Caper                | 5 dicembre 1958  |                 |                 |
| 10 | Vicious Circle                    | 12 dicembre 1958 |                 |                 |
| 11 | One False Step                    | 19 dicembre 1958 |                 |                 |
| 12 | The Court Martial of Johnny Murdo | 26 dicembre 1958 |                 |                 |
| 13 | Hit and Run                       | 2 gennaio 1959   |                 |                 |
| 14 | Not an Enemy in the World         | 9 gennaio 1959   |                 |                 |
| 15 | The Secret of Adam Cain           | 16 gennaio 1959  |                 |                 |
| 16 | The Girl Who Couldn't Remember    | 23 gennaio 1959  |                 |                 |
| 17 | Dark Vengeance                    | 30 gennaio 1959  |                 |                 |
| 18 | Conspiracy of Silence             | 6 febbraio 1959  |                 |                 |
| 19 | Eyewitness                        | 13 febbraio 1959 |                 |                 |
| 20 | Lovely Alibi                      | 20 febbraio 1959 |                 |                 |
| 21 | In Memoriam                       | 27 febbraio 1959 |                 |                 |
| 22 | The Fifth Stair                   | 6 marzo 1959     |                 |                 |
| 23 | Pasadena Caper                    | 13 marzo 1959    |                 |                 |
| 24 | Hong Kong Caper                   | 20 marzo 1959    |                 |                 |
| 25 | A Check Will Do Nicely            | 27 marzo 1959    |                 |                 |
| 26 | The Grandma Caper                 | 3 aprile 1959    |                 |                 |
| 27 | Honey from the Bee                | 10 aprile 1959   |                 |                 |
| 28 | Abra-Cadaver                      | 17 aprile 1959   |                 |                 |
| 29 | A Bargain in Tombs                | 24 aprile 1959   |                 |                 |
| 30 | The Widow Wouldn't Weep           | 1º maggio 1959   |                 |                 |
| 31 | Downbeat                          | 8 maggio 1959    |                 |                 |
| 32 | Canine Caper                      | 15 maggio 1959   |                 |                 |
| 33 | Mr. Paradise                      | 22 maggio 1959   |                 |                 |
| 34 | Strange Girl in Town              | 29 maggio 1959   |                 |                 |

## Girl on the Run
- Prima televisiva: 10 ottobre 1958
- Diretto da: Richard L. Bare
- Scritto da: Marion Hargrove

### Trama
- Guest star: Barton MacLane (Brannigan), Shepperd Strudwick (McCullough), Charles Cane (Webster), Jeanne Evans (Dorothy), Richard Long (Rex Randolph), Erin O'Brien (Kathy Allen/Karen Shay), Edward Byrnes (Killer), Ray Teal (tenente Harper), Harry Lauter (ubriaco)

## Lovely Lady, Pity Me
- Prima televisiva: 17 ottobre 1958
- Diretto da: Douglas Heyes

### Trama
- Guest star: John Dodsworth (Martin Melville), Barney Phillips (Coletti), Michael Carr (poliziotto), Irving Bacon (Manager), Kathleen Crowley (Ann Melville), Peter Breck (Charles Dixon), Jeanne Cooper (Jean Kingsley), Brad Weston (Motorcycle Policeman)

## A Nice Social Evening
- Prima televisiva: 24 ottobre 1958
- Diretto da: Stuart Heisler
- Scritto da: Frederic Brady, Howie Horwitz

### Trama
- Guest star: Larry Kerr (Jim Benton), Joyce Taylor (Nancy), Paul Fierro (Gomez), Lou Krugman (Marco), Richard Long (Rex Randolph), The Frankie Ortega Trio (loro stessi), Dorothy Provine (Betty), Ray Danton (Velasquez), Mario Alcalde (Killer), Arlene Howell (Marilyn), Venetia Stevenson (Patty), Abel Fernández (ufficiale)

## Casualty
- Prima televisiva: 31 ottobre 1958
- Diretto da: Richard L. Bare
- Scritto da: Gene Levitt

### Trama
- Guest star: Keith Richards (Mr. Dolan), Adrienne Marden (Mrs. Dolan), Joyce Taylor (Doll), Russ Bender (Humphries), Richard Long (Rex Randolph), Dolores Donlon (Mrs. Selkirk), Nancy Kulp (Hilda McDougal), Nesdon Booth (Tobacconist)

## The Bouncing Chip
- Prima televisiva: 7 novembre 1958
- Diretto da: Leslie H. Martinson
- Scritto da: Leonard Lee

### Trama
- Guest star: Ray Teal (Pete Collier), Brad Dexter (Frenchy LaTour), Dyan Cannon (Sheila), Russ Conway (Cranston MacDonald), Richard Long (Rex Randolph), Ruta Lee (Diane Adams), Lew Gallo (Jake Lang)

## Two and Two Make Six
- Prima televisiva: 14 novembre 1958
- Diretto da: James V. Kern
- Scritto da: Frederic Brady

### Trama
- Guest star: Whitney Blake (Alice Detterback), Karl Swenson (Baldwin), Douglas Dick (Prof. Highsmith), Barney Phillips (Coletti), Adam West (Ernest Detterback), Richard Long (Rex Randolph), John Stephenson (Shafter)

## All Our Yesterdays
- Prima televisiva: 21 novembre 1958
- Diretto da: Richard L. Bare
- Scritto da: Frederic Brady

### Trama
- Guest star: Doris Kenyon (Lucinda Lane), Francis X. Bushman (Bramwell Stone), Herbert Rudley (Henry Lane), John Carradine (Roderick Delaquois), Richard Long (Rex Randolph), Merry Anders (Marcia Frome), Robert Shayne (Stephen Allen)

## The Well-Selected Frame
- Prima televisiva: 28 novembre 1958
- Diretto da: Boris Sagal
- Scritto da: Gerald Drayson Adams, Charles Hoffman

### Trama
- Guest star: Hal Smith (Hubert), Morgan Shaan (Deputy), Arthur Hanson (Proctor), Robert Burton (Alec Lewis), Richard Long (Rex Randolph), Peggie Castle (Valerie Stacey), Frances Fong (Lotus Wong), Barry Bernard (Butler), Bartlett Robinson (Howard Stacey)

## Iron Curtain Caper
- Prima televisiva: 5 dicembre 1958
- Diretto da: Richard L. Bare
- Scritto da: Fenton Earnshaw

### Trama
- Guest star: Svea Grunfeld (Sonja Barlow), Sheldon Allman (Conrad Temko), Otto Waldis (capo della polizia Smetzer), Zina Provendie (infermiera Vera Bonner), Richard Long (Rex Randolph), Lawrence Dobkin (Sergei Ruschev), Jacqueline Scott (Nancy Devere), The Frankie Ortega Trio (loro stessi), Richard Garland (Hilton Green), Richard Crane (Duncan Scott), Kurt Kreuger (John Luder), Willis Bouchey (Paul Corrick), John Mylong (barone Von Hefner), Emory Parnell (Burton Baldwin)

## Vicious Circle
- Prima televisiva: 12 dicembre 1958
- Diretto da: Leslie H. Martinson
- Scritto da: Jack Emanuel, Jim Barnett

### Trama
- Guest star: Harold Stone (Lou Catto), Bert Convy (Blake Catto), Frank DeKova (Jerry London), George Tobias (Pete), Richard Long (Rex Randolph), Richard Carlyle (Terry Nash)

## One False Step
- Prima televisiva: 19 dicembre 1958
- Diretto da: James V. Kern
- Scritto da: George Fass, Howard Browne, Gertrude Fass

### Trama
- Guest star: Joan Evans (Diana), Connie Stevens (Pat Forsyth), Lynette Bernay (Mildred Evans), Harlan Warde (tenente Ward), Richard Long (Rex Randolph), Ed Kemmer (David Evans), Isabel Randolph (Zia Ella)

## The Court Martial of Johnny Murdo
- Prima televisiva: 26 dicembre 1958
- Diretto da: Lee Sholem
- Scritto da: William L. Stuart

### Trama
- Guest star: Robert Lowery (maggiore George Wilkinson), John Litel (colonnello Richard Gaunt), Chuck Courtney, Richard Miles (Johnny Murdo), Catherine McLeod (Grace Murdo), Richard Long (Rex Randolph), The Frankie Ortega Trio (loro stessi), Bruce Bennett (Arnold Santley), Robert Ellis (Harry Warren)

## Hit and Run
- Prima televisiva: 2 gennaio 1959
- Diretto da: Leslie H. Martinson
- Scritto da: John Hawkins, Ward Hawkins, James Gunn

### Trama
- Guest star: Richard Long (Rex Randolph), Sue Randall (Chick Hammons), Robert H. Harris (Robert Carter Murray), Ray McCue, Russ Bender, Gloria Robertson (Liz Murray)

## Not an Enemy in the World
- Prima televisiva: 9 gennaio 1959
- Diretto da: Alan Crosland, Jr.
- Scritto da: Leonard Lee, Barry Trivers

### Trama
- Guest star: Phillip Terry (Mike Lamson), Carole Mathews (Mrs. Elaine Lamson), Louis Quinn (Roscoe), Francis DeSales (sergente Egan), Richard Long (Rex Randolph), Louise Glenn (Barrie)

## The Secret of Adam Cain
- Prima televisiva: 16 gennaio 1959
- Diretto da: Montgomery Pittman

### Trama
- Guest star: Don Gordon (Iron Man Brown), Liliane Montevecchi (Tosca), Olan Soule (Art Dealer), Lisa Davis (Venice Cain), Richard Long (Rex Randolph), Eugène Martin (Bencho), Jon Lormer (Hotel Desk Clerk), David Frankham (Fred Cain), Berry Kroeger (Bernard Stagg), Joan Elan (Jane Neddleton)

## The Girl Who Couldn't Remember
- Prima televisiva: 23 gennaio 1959
- Diretto da: George Waggner
- Scritto da: Al Martin, Howard J. Green, Leonard Lee

### Trama
- Guest star: Nancy Gates (Sandra), Brad Weston (dottor Langton), Harvey Stephens (Sid de Forest), John Vivyan (Mitch), Richard Long (Rex Randolph), Kathleen Hughes (Florence)

## Dark Vengeance
- Prima televisiva: 30 gennaio 1959
- Diretto da: Richard L. Bare
- Scritto da: Frederic Brady

### Trama
- Guest star: Barry Kelley (Vincent Barrett), Adele Mara (Margo Harris), Michael Harris (Trigger), Sam White (Phil), Richard Long (Rex Randolph), Jerome Thor (John Cosgrove), Jonathan Haze (Banjo)

## Conspiracy of Silence
- Prima televisiva: 6 febbraio 1959
- Diretto da: Charles Haas
- Scritto da: Frederic Brady, Anna Perrelli

### Trama
- Guest star: Robert Ivers (Nevin Williams), Gerald Mohr (Carlos Traynor), John Dennis (Stan Billings), Maureen Leeds (Eloise Traynor), Richard Long (Rex Randolph), Pat Crowley (Johanna Martin), Tom Gibson (Tom Mallard)

## Eyewitness
- Prima televisiva: 13 febbraio 1959
- Diretto da: David Lowell Rich
- Scritto da: Peter R. Brooke, Jack Emanuel

### Trama
- Guest star: Dean Harens (Hugh Wilson), Robert Douglas (dottor Emory Williams), Duncan McLeod (dottor Jack Perry), Barbara Lang (Alice Blake), Richard Long (Rex Randolph), Patricia Barry (Audrey King), Jay North (Timmy Wilson)

## Lovely Alibi
- Prima televisiva: 20 febbraio 1959
- Diretto da: George Waggner
- Scritto da: William L. Stuart

### Trama
- Guest star: Stacy Keach, Sr. (tenente Giles), Wayne Heffley (Red Helburn), Boyd Santell (Mike Doren), Andra Martin (Jill Franklyn), Richard Long (Rex Randolph), The Frankie Ortega Trio (loro stessi), Linda Lawson (Doris), Leslie Parrish (Jodie), Claude Akins (Ed Bird), Steve Brodie (Vic Gurney), Constance Davis (Mrs. Cranston), Louis Quinn (Roscoe)

## In Memoriam
- Prima televisiva: 27 febbraio 1959
- Diretto da: Richard L. Bare
- Scritto da: Irwin Winehouse, A. Sanford Wolf

### Trama
- Guest star: Dolores Donlon (Edith Kerr), Joe De Santis (colonnello Vargas), Noreen Nash (Mrs. Reynolds), Alan Marshal (Rod Reynolds), Richard Long (Rex Randolph), Bart Burns (Harry Kerr)

## The Fifth Stair
- Prima televisiva: 6 marzo 1959
- Diretto da: Vincent Sherman
- Scritto da: Lowell Barrington

### Trama
- Guest star: Julie Adams (Margo), Richard Long (Rex Randolph), Richard Devon (Killer), Joe Patridge (detective), Betty Duncan, Patrick McVey (tenente)

## Pasadena Caper
- Prima televisiva: 13 marzo 1959
- Diretto da: Montgomery Pittman
- Scritto da: N. B. Stone, Jr.

### Trama
- Guest star: Tony Romano (Senor Poco), Murvyn Vye (Peter Baker/Harry Diamond), Olan Soule (Mr. Garret), Carol Kelly (Kim Diamond), Hallene Hill (Rachel Baker), Elizabeth Patterson (Lavinia), Pat Comiskey (Leo)

## Hong Kong Caper
- Prima televisiva: 20 marzo 1959
- Diretto da: George Waggner
- Scritto da: Steve Fisher

### Trama
- Guest star: Frank Wilcox (Paul Nolan Sr.), Weaver Levy (Sam Fong), Willard Waterman (George Wells), Reggie Nalder (Run Run Lee), Richard Long (Rex Randolph), Karen Steele (Candy Varga), Neil Hamilton (Ned Shelby), Kathleen Freeman (Hannah Wells)

## A Check Will Do Nicely
- Prima televisiva: 27 marzo 1959
- Diretto da: Ida Lupino
- Scritto da: Dwight Taylor, Alan Caillou

### Trama
- Guest star: Robin Hughes (Sandby), Edward Platt (Mr. Jacobin), Louis Mercier (Robert), Janet Lake (Laura Jacobin), Richard Long (Rex Randolph), Roger Til (Antoin Bonhomme), Danielle Aubry (Suzette), Florence Marly (Madeleine), Rolfe Sedan (Tissot)

## The Grandma Caper
- Prima televisiva: 3 aprile 1959
- Diretto da: David Butler
- Scritto da: Steve Fisher

### Trama
- Guest star: Francis DeSales (Chief Johnson), Jennifer Grant (Vickie), Steve Conte (Artie), Paul Comi (Fred), Laurie Mitchell (Lola), Frances Bavier (Granda Fenwick), Jerome Cowan (Oliver Fenwick), Charles Tannen (Howie)

## Honey from the Bee
- Prima televisiva: 10 aprile 1959
- Diretto da: George Waggner
- Scritto da: Charles Hoffman, Michael Forrestier

### Trama
- Guest star: Alex Gerry (Ivan Rudin), Gregory Gaye (Kairos), Nancy Walters (Lenore Lombard), Alberto Morin (Robaire), Richard Long (Rex Randolph), Jay Novello (Yegor Danilov), Ruta Lee (Natalie Baranova), Connie Stevens (Cleo Mason), Celia Lovsky (contessa Dombroska), Jack Shea

## Abra-Cadaver
- Prima televisiva: 17 aprile 1959
- Diretto da: Mark Sandrich, Jr.
- Scritto da: Talbot Jennings

### Trama
- Guest star: Fay Spain (Audrey), Malcolm Atterbury (Hermann Matthew), Robert McQueeney (Ernie Hayden), Pernell Roberts (Tony Gray), Richard Long (Rex Randolph), Harry Jackson (Joe Redden)

## A Bargain in Tombs
- Prima televisiva: 24 aprile 1959
- Diretto da: Reginald LeBorg
- Scritto da: Charles Hoffman

### Trama
- Guest star: Linda Watkins (Delphine de Janville), Bart Bradley (Guido Orsini), Al Ruscio (Sebastian), Ray Danton (Johnny Manetti), Richard Long (Rex Randolph), Lisa Gaye (Martha), Louise Fletcher (Julia Malloy), Danielle Aubry (Suzette)

## The Widow Wouldn't Weep
- Prima televisiva: 1º maggio 1959
- Diretto da: Arthur Lubin
- Scritto da: Howard Browne, Frederic Brady

### Trama
- Guest star: Valerie Allen (Marie), Richard Long (Rex Randolph), Naura Hayden (Alice Beasley), Raymond Bailey (John Harkins), Dallas Mitchell (Drexel Courtney)

## Downbeat
- Prima televisiva: 8 maggio 1959
- Diretto da: Montgomery Pittman
- Soggetto di: Maurita Pittman

### Trama
- Guest star: Don 'Red' Barry (Rock), Dorothy Provine (Nora Shirley), Johnny Grant (se stesso), James Bacon (se stesso), James Garner (se stesso), Richard Long (Rex Randolph), John van Dreelen (Hendrick van Horn), Brad Von Beltz (Babe)

## Canine Caper
- Prima televisiva: 15 maggio 1959
- Diretto da: George Waggner
- Scritto da: Fenton Earnshaw

### Trama
- Guest star: Roland Varno (Rolfe Berne), Roxane Berard (Charmaine Chalet), Jack Mann (Jack Birdman), Mark Roberts (Harry Orwitt), Richard Long (Rex Randolph), Julie Adams (Marie La Shelle), Bill Bradley (Sam)

## Mr. Paradise
- Prima televisiva: 22 maggio 1959
- Diretto da: Arthur Lubin
- Scritto da: Frederic Brady, Richard Kebbon

### Trama
- Guest star: Lillian Bronson (Mrs. Johnson), Richard Long (Rex Randolph), Andrew Duggan (Mr. Paradise), John Litel (Cyrus Blanton), Byron Keith (tenente Gilmore), Ruth Terry, Dorothy Dells, Patrick Waltz (Vincent Blanton), Leslie Barrett (dottor Friendley), Logan Field (Saul), Martin Mason, Connie Davis, Rankin Mansfield

## Strange Girl in Town
- Prima televisiva: 29 maggio 1959
- Diretto da: George Waggner
- Scritto da: Frederic Brady, Howard Browne

### Trama
- Guest star: Sue Randall (Ruth Douglas), Carol Ohmart (Nancy Costello), Alan Baxter (Dan Costello), Jack Mulhall (Kenneth Webster), Richard Long (Rex Randolph), Byron Keith (tenente Gilmore), John Reach